# سفينة التذوق

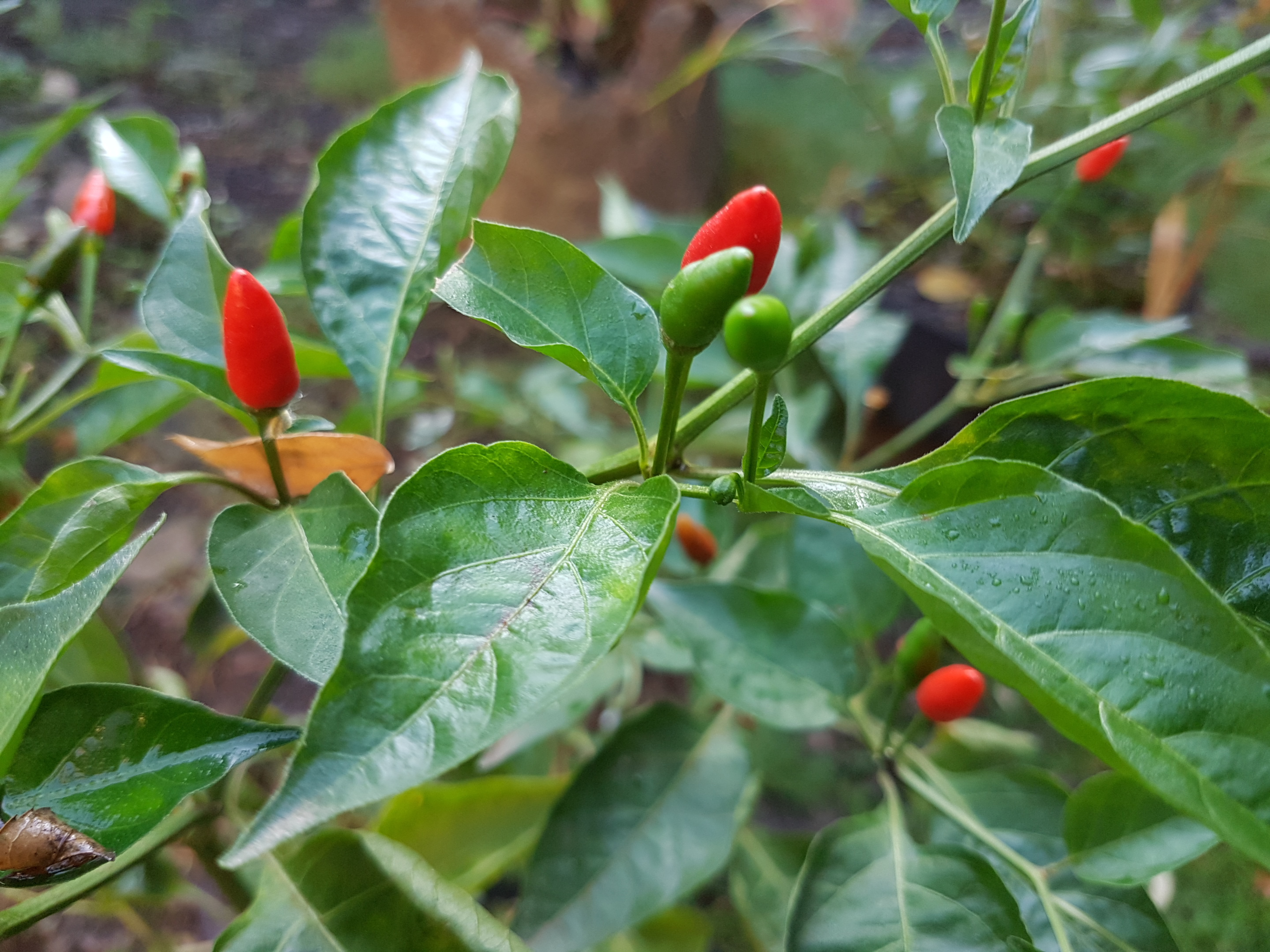

سفينة التذوق بالإنجليزية (Ark of Taste) هي دليل عالمي للأطعمة التراثية المعرضة للخطر والمهددة بالانقراض، والتي تحافظ عليها حركة الطعام البطيء العالمية. السفينة صممت للحفاظ على الأطعمة المعرضة للخطر والتي يتم إنتاجها على نحو دائم، سفينة التذوق تهدف إلى الحفاظ على الطعام الصالح للأكل على متنها عن طريق تشجيعهم بنشاط على الزراعة للاستهلاك. وعن طريق هذا، تأمل حركة الطعام البطيء أن تحفز الزراعة وتناول الطعام المستدام والحفاظ على التنوع البيولوجي في السلسلة الغذائية البشرية. من المفترض أن يكون الطعام المدرج على القائمة " مرتبط حضاريا وتاريخيا بمنطقة، أو مركز، أو عرق، أو تقليد انتاجي ممارس"، بالإضافة إلى كونه نادر، أي أطعمة تتصف بهذه المعايير يقرر وضعها من قبل لجنة الفصل والتي تتكون من أعضاء منظمة الطعام البطيء الغير هادفة للربح؛ كل المرشحون يخضعون إلى عملية ترشيح والتي تتضمن التذوق وتعريف للمنتجين في المنطقة. حيث أن منظمة السفينة في عام 1996 ، أضافت 4610 منتج (نوفمبر 2017) من أكثر من 50 دولة وازدادوا يوميا. القائمة لا تحتوي فقط على أطعمة معدة ومنتجات غذائية، ولكن أيضاً العديد من سلالات الماشية، بالإضافة إلى أصناف الخضراوات والفاكهة. كل الأطعمة في القائمة ترفق بها قائمة موارد للذين يريدون أن يزرعونها أو يشترونها.